# Bleggio Inferiore
Bleggio Inferiore (Blec’ de Sota in dialetto locale) è stato un comune sparso della Provincia di Trento, confluito dal 1º gennaio 2010, fondendosi con il comune di Lomaso, nel comune di Comano Terme. Il suo territorio includeva le località di Cares e Ponte Arche (quest'ultimo capoluogo di Comano Terme).

## Storia
Il Bleggio era una delle "Sette Pievi delle Giudicarie" che per secoli hanno operato in sintonia con una certa autonomia dal Principe Vescovo di Trento, alla cui autorità erano sottoposte e che purtuttavia esercitava invece un dominio diretto su singoli territori delle Valli Giudicarie, come il Castello di Stenico in Banale ed i centri abitati di Storo e Darzo, nel mentre il piccolo paese di Lodrone era soggetto al dominio dei conti di Lodron, assieme ad altri territori fuori del Trentino.
Quasi un terzo del territorio agricolo del comune era (ed è tuttora) di proprietà della famiglia Bleggi, che risiedeva (ed in parte risiede ancora) nella frazione Cillà, la cui origine si narra derivi da un soldato dell'esercito napoleonico provvisto di un buon bottino di guerra, che si arricchì poi con il commercio di cavalli. Il cognome Bleggi sarebbe stato assunto per nascondere quello originario ed arrogarsi un'origine locale. Nella prima metà del XX secolo la famiglia assunse importanti iniziative economiche nel comune, tra cui la promozione del consorzio elettrico di Stenico, che assicurò l'energia elettrica a tutti i comuni circostanti ad un prezzo favorevole.
Nel 1928 il comune venne soppresso e i suoi territori aggregati al comune di Bleggio; nel 1947 il comune viene ricostituito (Censimento 1936: pop. res. 821).
Il 1º gennaio 2010 venne soppresso e fuso con Lomaso per formare il comune di Comano Terme.

### Simboli
Lo stemma e il gonfalone del comune erano stati approvati con D.G.P. del 2 febbraio 1990.
Stemma
successione d'oro, di rosso, d'oro, di rosso, d'oro d'azzurro, d'oro d'azzurro, d'oro, di rosso. Corona: Murale di Comune. Ornamenti: A destra una fronda d'allora fogliata al naturale fruttifera di rosso; a sinistra una fronda di quercia fogliata e ghiandifera al naturale legate da un nodo d'azzurro, d'oro e di rosso.»
Si tratta della versione brisata dello stemma concesso al comune unico di Bleggio con RD del 3
ottobre 1929.
Gonfalone

## Società

### Evoluzione demografica
Abitanti censiti